# Stefan Heythausen
Stefan Heythausen (ur. 27 maja 1981 w Breyell) – niemiecki łyżwiarz szybki, brązowy medalista mistrzostw świata.

## Kariera
Największy sukces w karierze Stefan Heythausen osiągnął w 2008 roku, kiedy wspólnie z Marco Weberem i Jörgiem Dallmannem zdobył brązowy medal w biegu drużynowym podczas dystansowych mistrzostw świata w Nagano. Był to jedyny medal wywalczony przez niego na międzynarodowej imprezie tej rangi. Indywidualnie najlepszy wynik osiągnął na rozgrywanych rok wcześniej dystansowych mistrzostwach świata w Salt Lake City w 2009 roku, gdzie był trzynasty w biegu na 1500 m. W 2006 roku brał udział w igrzyskach olimpijskich w Turynie, gdzie zajął 26. miejsce na dystansie 1500 m, a w drużynie był siódmy. Nigdy nie stanął na podium indywidualnych zawodów Pucharu Świata, jednak w drużynie dokonał tego dwukrotnie. Najlepsze wyniki osiągnął w sezonach 2006/2007 i 2007/2008, kiedy zajmował 17. miejsce w klasyfikacji końcowej 1500 m. W 2009 roku zakończył karierę.